# Pinhal Alto
Pinhal Alto é um dos quatro distritos do município brasileiro de Nova Petrópolis, no Rio Grande do Sul. Situa-se a sudeste da cidade.
Foi criado pela Lei Municipal nº 20, de 28 de maio de 1955 É acessado pela rua Vicente Prieto.